# Cephalotaxus latifolia
Cephalotaxus latifolia là một loài thực vật hạt trần trong họ Taxaceae. Loài này được W.C.Cheng & L.K.Fu ex L.K.Fu & R.R.Mill mô tả khoa học đầu tiên năm 1999.